# 東京ポートボウル
東京ポートボウル（とうきょうポートボウル、英：TOKYO PORT BOWL）は、東京都港区芝浦にあるボウリング場。名称は東京港が近いことに由来する。

## 概要
1973年（昭和48年）、第三東運ビルの竣工とともにオープンした。当初はビルを建設した東京倉庫運輸株式会社が運営し、1979年（昭和54年）からは同社から分離した「東運レジャー株式会社」による運営となった。
バブル期には同ビルの1階にジュリアナ東京が入居するなど、ウォーターフロント地区における一大レジャーゾーンを形成していた。
しかし、バブル崩壊以降は低迷が続き、2011年（平成23年）の東日本大震災を機に営業終了を表明。その後、神奈川県川崎市で同名のボウリング場を運営している「タチバナボウル株式会社」の支援のもと、同年7月に「株式会社芝浦エデン」が設立され、本ボウリング場の運営を引き継いだ。

## 設備
1フロアにつき34レーンであり、2022年現在もウッドレーンを採用している。
2019年（令和元年）から開催されているKUWATA CUP～みんなのボウリング大会～では、品川プリンスホテルボウリングセンターとともに全国大会の第1ラウンド（本大会または準決勝）の会場となっている。

## 所在地
東京都港区芝浦1丁目13-10 第三東運ビル7階

## アクセス
- 田町駅・三田駅から徒歩6分
- 日の出駅・芝浦ふ頭駅から徒歩15分

## テレビ番組などでの使用例
- 志村&鶴瓶のあぶない交遊録(テレビ朝日)(2018年・2019年・2021年)
  - 鶴瓶＆ナイナイのちょっとあぶないお正月(ABEMA)(2023年)
- KinKi Kidsのブンブブーン(フジテレビ)